# Slesvig-Holstens flag
Slesvig-Holstens flag er en vandret delt trikolore i farverne blåt, hvidt og rødt. Farverne i flaget er hentet fra våbenskjoldene til de to landsdele: Blåt fra Slesvigs/Sønderjyllands våben med to blå løver i guld, hvidt og rødt fra Holstens sølv nældeblad i rødt. Dette symboliserer at Slesvig og Holsten er uadskillelige.
Slesvig-Holstens flag blev til som et oprørsmærke mod Danmarks politik for at skille de to hertugdømmerne fra hinanden og trekke Slesvig, som var et dansk len og hvor halvdelen af befolkningen var dansktalende, tættere under dansk kontrol. I 1843 blev der lavet en fane til en folkefest i Aabenraa. Denne viste de to hertugdømmers våben på rød dug. I 1845 i blev flaget i farverne blåt, hvidt og rødt til. Det skete i Slesvig by af kvinder tilknyttet sangforeningen Schleswiger Liedertafel. Flaget blev fremvist ved sangerfesten i Slesvig by i juni 1844 og i 1845 blev en fane i farverne blåt, hvidt og rødt og med Slesvigs våben benyttet under sangerfesten i Würzburg. Dermed blev farverne ikke kun et samlingsmærke for tysksindede i Slesvig-Holsten, men også et mærke kendt udenlands. På denne baggrund blev flaget derfor forbudt af danske myndigheder 31. juli 1845. Dette bidrog alligevel kun til at befæste farverne i den slesvig-holstenske befolkning, da særligt hos de tysktalende. 
Efter at Slesvig-Holsten gik tabt for Danmark i 1867, og hertugdømmerne blev en provins under Preussen, fik flaget i blåt, hvidt og rødt fortsat ingen officiel anerkendelse. Da Slesvig-Holsten blev omdannet til et forbundsland i Forbundsrepublikken Tyskland, blev flaget imidlertid efter en tid hentet frem igen og gjort til delstatens officielle flag. I 1949 fik Slesvig-Holsten sin forfatning, men der blev ikke nævnt noget om delstatens symboler. Først 18. januar 1957 blev delstatssymbolerne for Slesvig-Holsten fastsat. Her fastsættes flaget til blåt over hvidt over rødt i forholdet 3:5. Statsflaget har i midten af flagdugen Slesvig-Holstens våben. Dette er en kombination af Slesvigs løver og Holstens nældeblad, et symbolsk udtryk for de politiske aspirationer om to landsdele som skal være forenet til evig tid.